# Okrúhly kopec
Okrúhly kopec je přírodní památka v oblasti PIENAP.
Nachází se v katastrálním území obce Šarišské Jastrabie v okrese Stará Ľubovňa v Prešovském kraji. Území bylo vyhlášeno či novelizováno v roce 1989 na rozloze 5,4883 ha. Ochranné pásmo nebylo stanoveno.
Přírodní památka ochraňuje morfologicky nápadné, téměř pravidelné kruhové bradlo s nadmořskou výškou 628 m nalézající se jihozápadně od obce Šarišské Jastrabie. Bohaté zastoupení zde má vápnomilná květena se 2 druhy zcela chráněných rostlin - zvonek klubkatý (Campanula glomerata) a len žlutý (Linum flavum). 